# Moyenvic
Moyenvic (Duits: Medewich) is een gemeente in het Franse departement Moselle (regio Grand Est) en telt 360 inwoners (2004).
De gemeente maakt deel uit van het arrondissement Sarrebourg-Château-Salins en sinds 22 maart 2015 van het kanton Le Saulnois, toen het kanton Vic-sur-Seille, waar de gemeenten daarvoor onder viel, erin opging.

## Geschiedenis
Net als Vic-sur-Seille was Moyenvic een bezit van de graaf-bisschoppen van Metz in Vic. In 1630, tijdens de Dertigjarige Oorlog, nam een keizerlijk leger Moyenvic in; de bisschopsstad stond onder Franse bescherming. In december van 1631 kon een Frans leger de plaats na een beleg opnieuw innemen.

## Geografie
De oppervlakte van Moyenvic bedraagt 14,7 km², de bevolkingsdichtheid is 24,5 inwoners per km². De Seille stroomt door de gemeente.

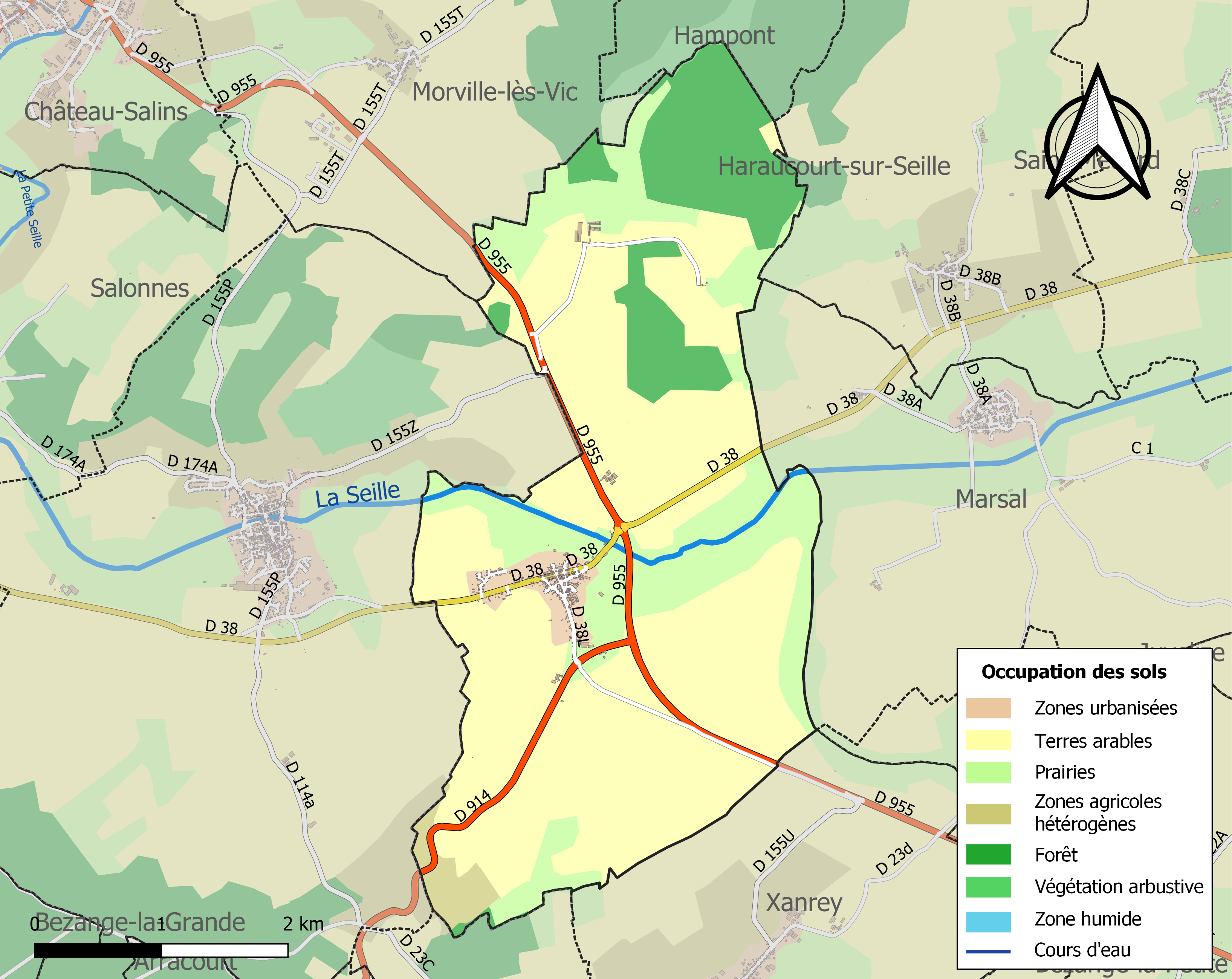
Kaart van de gemeente met de belangrijkste infrastructuur, bodemgebruik en omliggende gemeenten

## Demografie
Onderstaande figuur toont het verloop van het inwonertal (bron: INSEE-tellingen).